# Gromphadorhina portentosa
La blatta fischiante del Madagascar (Gromphadorhina portentosa (Schaum, 1853)) è un insetto blattodeo appartenente alla famiglia Blaberidae, endemico del Madagascar.

## Descrizione

### Adulto
Il capo è nero e l'addome è arancione a strisce nere o marroni. Le antenne variano dal nero al color sabbia. Anche le zampe, provviste di piccole spine, sono nere.
Presenta un notevole dimorfismo sessuale: la femmina ha il pronoto liscio mentre il maschio presenta 2 protuberanze coniformi simili a corna.